# Amaroni
Amaroni község (comune) Calabria régiójában, Catanzaro megyében.

## Fekvése
A megye központi részén fekszik. Határai: Girifalco, Squillace és Vallefiorita.

## Története
A település első említése 1314-ből származik, amikor a squillacei nemesi birtokhoz tartozott. Középkori épületeinek nagy része az 1783-as calabriai földrengésben elpusztult. A 19. század elején amikor a Nápolyi Királyságban felszámolták a feudalizmust Squillace része lett. Önállóságát 1850-ben nyerte el.

## Népessége
A népesség számának alakulása:

## Főbb látnivalói
- az 1790-ben újjáépített Santa Barbara-templom